# Czaczek

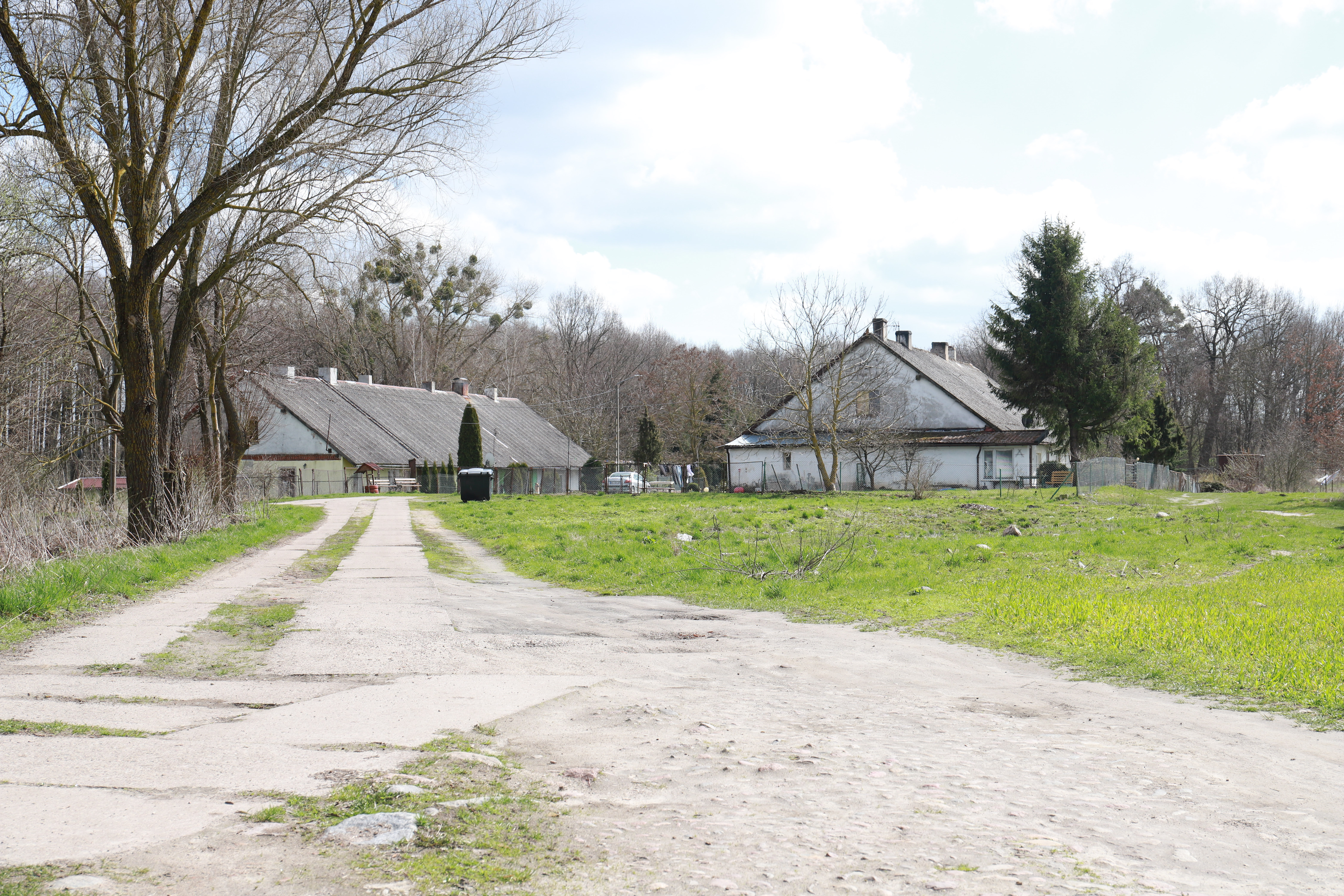
Czaczek (2023)

Czaczek (deutsch Schätzels) ist ein Dorf in der polnischen Woiwodschaft Ermland-Masuren und gehört zur Gmina Barciany (Barten) im Powiat Kętrzyński (Kreis Rastenburg).

## Geographische Lage
Czaczek liegt in der nördlichen Mitte der Woiwodschaft Ermland-Masuren, elf Kilometer südlich der einstigen Kreisstadt Gerdauen (heute russisch Schelesnodoroschny) bzw. 20 Kilometer nördlich der heutigen Kreismetropole Kętrzyn (deutsch Rastenburg).

## Geschichte
Bereits im Jahre 1365 wurde Wilken Gut – vor 1785 Wilkenhöffen, nach 1785 Wilkenhöfen genannt – gegründet, als der Oberste Marschall Henning Schindekopf dem Prußen Hannicke von Brunsereyte hier ein kölmisches Gut von 12 Hufen verlieh. Dieses Gut galt als eines der ältesten im Kreis Gerdauen.
Im Jahre 1874 wurde der Gutsbezirk Schätzels in den neu errichteten Amtsbezirk Arklitten (polnisch Arklity) eingegliedert, der zum Kreis Gerdauen im Regierungsbezirk Königsberg in der preußischen Provinz Ostpreußen gehörte. Am 16. Juni 1887 wurde das Gut Schätzels in den Gutsbezirk Willkamm (polnisch Wielewo) im gleichnamigen Amtsbezirk umgegliedert, der lediglich aus dem Gutsbezirk – ab 1928 Landgemeinde – Willkamm bestand. Im Jahre 1905 zählte Schätzels 101 Einwohner.
In Kriegsfolge kam Schätzels 1945 mit dem gesamten südlichen Ostpreußen zu Polen und erhielt die polnische Namensform „Czaczek“. Heute ist es eine Ortschaft innerhalb der Landgemeinde Barciany (Barten) im Powiat Kętrzyński (Kreis Rastenburg), bis 1998 der Woiwodschaft Olsztyn, seither der Woiwodschaft Ermland-Masuren zugehörig. Das einstige Gutshaus sowie andere Bauten haben sich bis heute erhalten.

## Kirche
Bis 1945 war Schätzels in die evangelische Kirche Molthainen in der Kirchenprovinz Ostpreußen der Kirche der Altpreußischen Union sowie in die katholische Kirche St. Bruno in Insterburg (heute russisch Tschernjachowsk) im damaligen Bistum Ermland eingepfarrt.
Heute gehört Czaczek zur katholischen Pfarrei Mołtajny im jetzigen Erzbistum Ermland bzw. zur evangelischen Kirchengemeinde Barciany, einer Filialgemeinde der Johanneskirche Kętrzyn in der Diözese Masuren der Evangelisch-Augsburgischen Kirche in Polen.

## Verkehr
Czaczek ist von Ruta (Rauttershof) an der Woiwodschaftsstraße 591 (frühere deutsche Reichsstraße 141) aus über einen Landweg zu erreichen. Eine Bahnanbindung gibt es nicht.